# Los pequeños Picapiedra
Los pequeños Picapiedra (en inglés: The Flintstone Kids) es una serie de televisión animada de 30 minutos, derivada de Los Picapiedra que trata de las aventuras de Pedro Picapiedra (Fred), Pablo Mármol (Barney), Vilma (Wilma) y Betty, cuando tenían entre 8 y 10 años de edad y también con Dino como mascota. Se transmitió de 1986 a 1988 en ABC, y fue producida por Hanna-Barbera Productions. La serie contiene un total de 75 episodios, con Los pequeños Picapiedra compuesta de 24 episodios de media hora. Se publicó también una serie de cómics de Star Comics (un sello editorial de Marvel Comics). 
Aparte de los episodios de 30 minutos de Los pequeños Picapiedra, la serie contenía tres segmentos más: Flintstone Funnies, Captain Caveman and Son y Dino's Dilemmas.

## Personajes
Pedro Picapiedra: Es el personaje principal de la serie. Es egocéntrico, rudo , bromista y siempre se mete en problemas, pero tiene un gran corazón. Su interés amoroso principal es Vilma, aunque también se ha sentido atraído hacia Esmeralda.
Vilma: Es la mejor amiga de Pedro, así como su interés amoroso. Ella suele criticar los planes absurdos de Pedro y se encarga de arreglarlos. A pesar de todo, está muy enamorada de él y siempre le perdona.
Pablo Mármol: Es el mejor amigo de Pedro y su polo opuesto, ya que él es honrado y amable. Sin embargo, suele ser arrastrado por las locuras de su amigo. Suele decir refranes que nadie entiende. Está enamorado de Betty.
Betty: Es la mejor amiga de Vilma, y ambas se dedican a solucionar los líos en los que se meten Pedro y Pablo. Es muy buena, amable y cariñosa; especialmente con Pablo, de quien está enamorada.
Philo Cuarzo: Es un amigo del grupo principal. Su padre es policía, y por ello se ve muy interesado en resolver todos los misterios que ocurren en Piedradura.
Nacho Carapacho: Es otro amigo del grupo. Se podría decir que es el típico "nerd" de las series animadas.
Rocoberto "Rocky" Ratapiedra: Es el principal antagonista. Es un matón y le gusta Vilma, pero ésta siempre lo rechaza, y odia a Pedro por esa razón. Ambos compiten en todo. Suele ir acompañado de su perro Pocas Pulgas y su grupo de matones.
Esmeralda: Es una niña de familia adinerada y muy hermosa, lo cual genera envidia por parte de Vilma y Betty; sobre todo de Vilma, ya que Esmeralda se ha mostrado interesada en Pedro en más de una ocasión.
Ed y Edna Picapiedra: Son los padres de Pedro. Su madre es muy temperamental ante la conducta de su hijo, pero también muy cariñosa con él. Su padre es más permisivo.

## Episodios

### Los pequeños Picapiedra

#### Temporada 1 (1986-1987)
1. The Great Freddini
2. Heroes For Hire
3. The Bad News Brontos
4. Dusty Disappears
5. Poor Little Rich Girl
6. The Rock Concert That Rocked Freddy
7. Curse Of The Gemstone Diamond
8. I Think That I Shall Never See Barney Rubble As A Tree
9. The Fugitives
10. Freddy's Rocky Road To Karate
11. Barney's Moving Experience
12. The Little Visitor
13. Grandpa For Loan
14. Freddy's First Crush

- Marino's piedradura de la Boca

#### Temporada 2 (1987-1988)
1. The Flintstone Fake Ache
2. Better Buddy Blues
3. Anything You Can Do, I Can Do Betty
4. Camper Scamper
5. A Tiny Egg
6. Haircutastrophe
7. Freddy The 13th
8. Little Rubble, Big Trouble
9. Philo's D-Feat
10. Rocky's Rocky Road

### Flintstone Funnies

#### Temporada 1 (1986-1987)
1. Bedrock P.I.s
2. Princess Wilma
3. Frankenstone
4. Rubble Without A Cause
5. Indiana Flintstone
6. Freddy in the Big House
7. Sugar and Spies
8. Monster from the Tar Pits
9. Betty's Big Break
10. Dino Goes Hollyrock
11. Bedrock 'N' Roll
12. The Twilight Stone
13. Philo's Invention

### Captain Caveman and Son

#### Temporada 1 (1986-1987)
1. Freezy Does It
2. Invasion of the Mommy Snatchers
3. The Ditto Master
4. I Was A Teenage Grown-Up
5. Grime & Punishment #
6. A Tale of Too Silly
7. To Baby or Not to Baby
8. Day of the Villains
9. Hero Today, Gone Tomorrow
10. Curse of the Reverse
11. Capt. Caveman's First Adventure
12. Leave It To Mother
13. Greet it and Weep

#### Temporada 2 (1987-1988)
1. Captain Knaveman
2. Attack of the Fifty Foot Lizard
3. The Cream-Pier Strikes Back
4. Captain Caveman's Super Cold
5. The Big Bedrock Bully Bash
6. Captain Cavedog

### Dino's Dilemmas

#### Temporada 1 (1986-1987)
1. Yard Wars
2. Dreamchip's Car Wash
3. Dressed Up Dino
4. Fred's Mechanical Dog
5. The Butcher Shoppe
6. The Vet
7. The Dino Diet
8. What Price Fleadom
9. The Terror Within
10. Revenge of the Bullied
11. The Chocolate Chip Catastrophe
12. Watchdog Blues
13. Captain Cavepuppy

#### Temporada 2 (1987-1988)
- Killer Kitty
- Who's Faultin' Who?
- Bone Voyage
- World War Flea
- A Midnite Pet Peeve
- The Birthday Shuffle

## Voces

### Inglés
- Lennie Weinrib - Freddy Flintstone (1986-1987)
- Scott Menville - Freddy Flintstone (1987-1988)
- Hamilton Camp - Barney Rubble
- Julie Dees - Wilma Slaghoople (1986-1987)
- Lyn Elizabeth Fraser - Wilma Slaghoople (1987-1988)
- B. J. Ward - Betty Jean
- Mel Blanc - Dino, Robert Rubble, Captain Caveman
- Henry Corden - Ed y Edna Flintstone
- Jean Vander Pyl - Señora Slaghoople
- Marilyn Schreffler - Rocky Ratrock, Flo Rubble
- Susan Blu - Dreamchip Gemstone
- Bumper Robinson - Philo Quartz
- Michael centeno - Sr. Slaghoople
- Charles Adler - Cavey Jr.
- Frank Welker - Nate Slate
- Buster Jones - Oficial Quartz
- Ken Marte - Narrador

### Español
- Gabriel Cobayassi - Pedro Picapiedra
- Araceli de León (†) - Vilma
- Luis Alfonso Mendoza - Pablo Mármol y Rocky Ratapiedra
- Love Santini - Betty
- Alma Nuri - Pico y Cavernicolita
- Maru Guzmán - Nacho Carapacho
- Gabriela Willert - Esmeralda
- Maynardo Zavala (†) - Capitán Cavernícola
- Eduardo Borja (†) - Padre de Pedro
- Carmen Donna-Dío (†) - Madre de Pedro
- Andrea Cotto - Sra. Directora
- Jorge Arvizu (†) - voces adicionales, narrador (algunos capítulos)
- Raúl de la Fuente - Narración

## Emisión
- Latinoamérica: Cartoon Network, Boomerang, Tooncast
- Colombia: Canal 1
- Nicaragua: Viva Nicaragua
- Chile: Canal 13, Mega
- Venezuela: Venevisión, Televen
- México: Canal 5, Las Estrellas
- Puerto Rico: WAPA-TV
- República Dominicana: Color Visión
- Guinea Ecuatorial: TVGE
- El Salvador: Canal 6